# Margareta Simu
Margareta Simu, švedska atletinja.
Ni nastopila na poletnih olimpijskih igrah. Osvojila je sedem naslovov švedske državne prvakinje v hitri hoji, tri v  hitri hoji na 5000 m ter po dva v hitri hoji na 3000 m in hitri hoji na 10 km. Trikrat zapored je postavila svetovni rekord v hitri hoji na 10 km, ki ga je držala med letoma 1972 in 1978, 22. septembra 1973 pa še svetovni rekord v hitri hoji na 20 km, ki ga je držala do leta 1977.
| Rekordi                    | Rekordi                                                                       | Rekordi                   |
| -------------------------- | ----------------------------------------------------------------------------- | ------------------------- |
| Predhodnik: Stina Lindberg | Svetovna rekorderka v hitri hoji na 10 km 24. junij 1972 – 16. september 1978 | Naslednik: Thorill Gylder |
| Predhodnik: Irma Hansson   | Svetovna rekorderka v hitri hoji na 20 km 22. september 1973 – 17. julij 1977 | Naslednik: Lilian Harpur  |